# كتابة التاريخ الجزائري
كتابة التاريخ الجزائري. لما كانت الجزائر جزءا من المغرب العربي تجد بعض تاريخ الحوادث والأعلام ذكرها في كتب المتقدمين كما ذكر ابن الأثير الجزري في كتابه الكامل في التاريخ قال: (ورجع الفرنج إلى صقيلية، فجددوا أسلحتهم وعادوا إلى المغرب، فوصلوا إلى جيجل، فلما رآهم أهل البلد هربوا إلى البراري والجبال، فدخلها الفرنج وسبوا من أدركوا فيها وهدموها، وأحرقوا القصر الذي بناه يحيى بن عبد العزيز بن حماد للنزهة ثم عادوا).
فتجدها مربوطة مع المغرب العربي في التاريخ الإسلامي. وبعد الحرب الإسبانية الجزائرية، وحرب الجزائر وفرنسا حين استقلال الجزائر اعتنى الكتاب في تدوين الحوادث والمعارك من بداية اندلاع الثورة الجزائرية في 1 نوفمبر 1954 إلى استقلالها عام 1962.
فقام عدد لا بأس به من الكتاب الجزائريين وغيرهم من العرب والعجم بالكتابة عن تاريخ الجزائر، وكل كاتب اعتنى بجانب معين لمراحل تاريخ هذا البلد، واعتنت المعاهد والجامعات بالدراسات والبحث فيه واُقيمت ندوات ودارت نقاشات حول كتابة التاريخ الجزائري خاصة في ما يخص مرحلة الإستعمار الفرنسي للجزائر.

## تمهيد
الاعتناء بالتاريخ وتدوينه من معالم ثقافة الشعوب وصروحها، وإنما الشعوب بعلمائها وأمرائها، ولقد كان للجزائر علماء لهم يد طولى في الكتابة والتأليف وقدم راسخة في مختلف العلوم والفنون، و كتاب العبر، وديوان المبتدأ والخبر في أيام العرب والعجم والبربر، ومن عاصرهم من ذوي السلطان الأكبر للعلامة عبد الرحمن ابن خلدون (1332-1406)، دليل واضح في ذلك وله الأثر البالغ والقدوة الحسنة في إرساء قواعد كتابة التاريخ لمن رام له سبيلا وأولع بالتاريخ دراسة وبحثا وتدوينا وهكذا يحفظ التاريخ من النسيان والضياع للأجيال حتى يكونوا على دراية لما كان عليه الأجداد والأسلاف في جميع الأنحاء كما حفظ ابن خلدون بكتابه تاريخ عصره في المغرب العربي.
ولما حلت بالأمة ما حل بها من المحن، ودرس وأندثر جلّ ما كان أهلها متمكنيين فيه من العلوم وبارعيين فيه من الصناعات والفنون، أصبح لا يوجد إلا القليل من اكتسب ملكة كتابة التاريخ باللغة العربية والفرنسية.

## سبب اندثار العلوم
كان الاحتلال الفرنسي للجزائر في أيام الحروب العالمية السبب الوحيد في اندثار تلك العلوم من أهلها لما خلفته من الدمار والخراب في جميع أنحاء العالم، فإندثر العلم وكثر الجهل وأصبح في الشعوب لا علم وتعليم، إلا الرعب بالقتل والتنكيل بعدما كانوا متناغيين في رغد العيش متنافسيين في الكمالات والفضائل.
في الجزائر لما مرت مائة سنة وعشرون عاما على احتلال فرنسا للجزائر لم يبق متعلما لانشغالهم بالحروب إلا من كان في المدينة حاضرا فيتعلم ان ساعفه الحظ على التعلم في مدارس الفرنسيين والجزائريين التي كانت قائمة.
بعدما استقلت الجزائر الذين بقو من المتعلمين اختلفوا فيما اختلفوا فيه من التاريخ إلى عدة فرق أو فريقين فمنهم من عد احتلال فرنسا استدمار ومنهم من عدها استعمار ولكنهم اتفقوا في أصل الأحداث ومجرى فيها من المعارك والنزالات، كذلك عدد الأشخاص الذين قتلوا في عمليات الإيبادات والذين أرغموا على الانضمام للقتال في صفوف جيشها في حرب فرنسا ضد الألمان وغيرها من البلدان التي كانت بينها وبين فرنسا صراعات.

## نتائج ندوات الخبراء عن كتابة التاريخ الجزائري
لذلك لما أقام الكُتاب والباحثون الجزائريون الندوات وجرى ما جرى بينهم من النقاشات أجمعوا على ضرورة الاخذ بجميع سبل كتابة التاريخ الجزائري خصوصا مرحلة الاستعمار الفرنسي و ثورة التحرير باستعمال جميع الوسائل العلمية المتاحة، وأشاروا ولمحوا إلى أنّ كتابة التاريخ الجزائري لا يزال ينطوي على عديد النقائص ويفتقر للدقة في النقل، ويلزم التحلي بالشجاعة والموضوعية في كتابه.
ولهذا لايوجد من كتب تاريخ الجزائر إلا القلائل ولكن فيهم كثير الدلائل والفوائد الغزائر.